# 土井利重
土井 利重（どい とししげ）は、下総古河藩の第3代藩主。土井家宗家3代。

## 生涯
正保4年（1647年）10月27日、第2代藩主・土井利隆の長男として生まれる。万治元年（1658年）9月7日（12月）、父の隠居により家督を継ぐ。このとき、弟の利益に1万石、叔父の利長と利房に1万石ずつ、そして同じく叔父の利直に5000石を分与したため、古河藩の所領は13万5000石から10万石となった。閏12月27日、従五位下・大炊頭に叙位・任官する。
藩政では寛文4年（1664年）に検地を実施して藩政の基礎を固めているが、これは利隆時代に家臣数とその知行高が10万9480石で100石以上の家臣は447名と土井家の所領に対して家臣の数が余りに多すぎたことが原因であった。また一族に所領を分与したのも家臣の数を減らすためであり、この分与で70名が分家先に転出している。この改革で寛文7年（1667年）には家臣の数が264名、知行高は6万9370石にまで減少し、高禄者に至っては1万石の場合は5000石、5000石の場合は3000石にまで半減させられている。また家臣の解雇も寛文元年（1661年）と寛文12年（1672年）に行なわれ、合わせて72名、1万2630石の家臣が暇を出された。
延宝元年（1673年）10月17日に死去した。享年27。跡を養子の弟利久が継いだ。

## 系譜
父母
- 土井利隆（父）
- 清光院 - 側室（母）

正室
- 千 - 鍋島光茂の娘

養子
- 土井利久 - 利隆の三男